# کیک باتنبرگ
کیک باتنبرگ (انگلیسی: Battenberg cake) کیک اسفنجی شطرنجی سفید و قرمز است که با مارمالاد و مربا به هم وصل می‌شوند و با لایه ای از خمیر بادام پوشانده شده‌است.